# 投资管理
投资管理（Investment management），是一項針對證券及資產的金融服務，以投資者利益出發並達到投資目標。投資者的定義非常广泛，可以是機構譬如保險公司、退休基金及公司或者是私人投資者。
资产管理公司是一種投资機構，它的核心业务是投资，核心人员是投资经理，他们会与客户签订合同，根据合同约定方式、条件、要求及限制对客户资产进行经营运作。投資管理包含了幾個元素，例如金融分析、資產篩選、股票篩選、計畫實現及長遠投資監控。投資管理在全球行業中有非常重要的責任看管上萬億元的資產。

## 产品

### 股票管理
股票基金管理人的任务是评估其投资组合的收益/风险指标、追踪误差（英语：Tracking error）与标杆（英语：Benchmark）的差异等。

### 利率型产品管理
在这类产品的管理中，管理人主要投资于债券类和货币类产品。因此，需要评估其投资产品的到期水平（英语：Duration），利率指标的变化（与标准利率曲线的差异）以及相关债券类产品的金融风险评级。

### 多样化产品管理
管理人旨在通过分散投资策略，将基金投放于不同种类的资产、不同种类的行业和不同地域来达到降低投资组合风险的目的。除了一些纯金融资产外，管理人也可以将原材料产品、固定资产类基金投放于外汇市场。

### 其他管理
包含两类主要的管理：私人股权投资和避險基金。 
- 主要投资于非上市股票，私人股权投资管理人致力于对其所投资企业的经济性决策以及公司资本流入、流出模式的管理。
- 对冲基金以极少的限制和几乎完全依靠杠杆效应著称，也因此区别于共同基金或者退休基金。不过，这类基金的投资人一般都为买空基金（英语：Long only），即不依靠卖空来保值，一般投资期限为2到5年。

## 行業排名
截至2020年6月30日, 以下為全球十大資產管理公司（根據 AUM）：
| 排名 | 資產管理公司                   | Total AUM（US$ Billion） |
| ---- | ------------------------------ | ------------------------ |
| 1    | 貝萊德（BlackRock）            | 7,318                    |
| 2    | 領航投資（The Vanguard Group） | 6,100                    |
| 3    | 瑞銀集團（UBS）                | 3,518                    |
| 4    | 富達投資（Fidelity）           | 3,319                    |
| 5    | 道富公司（State Street）       | 3,054                    |
| 6    | 安聯（Allianz Group）          | 2,350                    |
| 7    | 摩根大通集團（J.P. Morgan）    | 2,511                    |
| 8    | 高盛集團（Goldman Sachs）      | 2,057                    |
| 9    | 紐約梅隆銀行（BNY Mellon）     | 1,961                    |
| 10   | 太平洋投資管理公司（PIMCO）    | 1,920                    |